# Zycopolis Productions
Zycopolis Productions est une société de production française créée à Lyon en 2002 par Patrick Savey. Elle produit des captations de spectacles vivants (concerts, pièces de théâtre, spectacles de danse, spectacles équestres) et des films documentaires sur la musique et ses personnalités. Elle se spécialise dans la captation de concerts, principalement dans le jazz, la musique du monde, la musique soul, le rock et la chanson française.
Son nom est tiré du Grec zyco (musicien) et polis (cité), qui signifie la « cité des musiciens ».
Les films et captations de Zycopolis Productions sont principalement destinés à la diffusion télévisuelle, Internet et à l'édition DVD.

## Historique
Patrick Savey fonde la société en 2002. S'ensuivent plusieurs centaines de captations de concerts et de spectacles, et la réalisation de DVD documentaires et de concerts.
En 2005, le Marché International de la Musique Pour l'Image à Auxerre décerne une mention spéciale à Zycopolis Productions dans la catégorie « Documentaire de création musicale » pour son documentaire sur le bluesman Samuel David Moore, La légende du Groove : Sam Moore.

## Réalisations
Liste sélective de réalisations de captations de spectacles et documentaires.

### Concerts
- Al Jarreau (à l'Olympia)
- Kendji Girac (à l'Olympia)
- Magic System (à l'Olympia)
- Kid Ink (à l'Olympia)
- Manu Dibango (à l'Olympia)
- Marvin (à l'Olympia)
- Admiral T (au Zénith de Paris)
- Alpha Blondy (à la Cigale)
- Charlotte Dipanda (à la Cigale)
- Francis Cabrel (Casino de Paris, Cirque Royal de Bruxelles, Zénith de Rouen)
- Marcus Miller (2005 Silver Rain - 2009 Tutu Revisited)
- Tribute to Miles (2011)
- Kassav (au Stade de France - 2009)
- Ahmad Jamal et Yusef Lateef (à l'Olympia)
- Trust (à l'Olympia)
- Yannick Noah (Tournée acoustique)
- Youssou N'Dour (à Bercy)
- Coldplay (à l'Olympia)
- Maroon 5 (au Cinéaqua)
- Melody Gardot (2010 - 2012)
- Magic System (au Zénith de Nantes)
- Mokobe (à l'Olympia)
- Sonny Rollins (2005 - 2011)
- Herbie Hancock (2003 - 2011)
- Dee Dee Bridgewater (2003 - 2005 J'ai deux amours - 2007 Red Earth)

### Festivals
- Jazz à Vienne (2011 - 2012 - 2013) avec environ 120 concerts[6].
- Jazz à Juan (2003 - 2005 - 2010)
- Garance Reggae Festival (2013 - 2014)
- Guitare en scène (2014)
- Fiest'A Sète (2014)
- Nuit Africaine au Stade de France
- Nuit d'outre Mer à Bercy (2011 - 2012)
- Demi-Festival à Sète (2016 - 2017)

### Documentaires musicaux
- Marcus : avec Marcus Miller, Al Jarreau, Wayne Shorter, Herbie Hancock, Roy Hargrove, Larry Graham, Alex Han, Sean Jones, George Benson, Kirk Whalum, David Sanborn, Lonnie Liston Smith, Miles Davis, Lenny White.
- North Sea Jazz Cruise : 
  - Episode 1 : Captain Marcus
  - Episode 2 : Mister Chameleon
  - Episode 3 : Texas Horns
  - Episode 4 : Ladee Dee & Mister Tyner
- Francis Cabrel
  - Sur la route des roses
  - Dans le théâtre des Beaux Dégâts
  - La tournée des roses et des orties (nomination aux Victoires de la musique 2010 dans la catégorie « DVD musical »[7])
- Kwamé Ryan : Symphonie d'une vie
- Motherland : avec Dee Dee Bridgewater, Cheick Tidiane Seck, Tata Bambo, Oumou Sangaré, Lansine Kouyaté, Moussa Sissoko, Ali Wagé, Yacouba Sissoko, Sanogo, Baba Sissoko, Moriba Koita, Zoumana Tereta, Edsel Gomez, Ira Coleman, Minino Garay, Bassekou Kouyaté, Ami Sako, Gabriel Durand, Segou.
- Les Rencontres d'Astaffort : la cour de création : avec Francis Cabrel, Maxime Le Forestier, Emily Loizeau, Daby Touré, Charlie, Lili Ster, Jérôme Musiani, David Manet, Francois Welgryn, Celina Ramsauer, Salomé Leclerc, Ariane Marhÿque, Olivia Auclair, Chloé Clerc, Emmanuelle Cosso, Sylvain Reverte, Marc Estève et Eric Lablanche.
- Les enfants de Django : avec Django Reinhardt, Stéphane Grappelli, Romane, Tchavolo Schmitt, Boulou Ferré, Patrick Williams, Christian Escoudé, Dorado Schmitt, Didier Lockwood, Florin Niculescu, Patrick Saussois, Ninine Garcia, Mondine Garcia, Biréli Lagrène, Elios Ferré, David Reinhardt, Babik Reinhardt, Stochelo Rosenberg, Pierre Boussaguet, Sansévérino et Paris Combo.
- Thoughts on Miles : portrait de Marcus Miller
- Cassius Ka, La blessure sacrée de Mohamed Ali de Florian Gibert Abensour et Simon Barbarit (2017).

### Documentaires et spectacles équestres
- Magali Delgado & Frédéric Pignon, les pensées secrètes des étalons
- Bartabas un piaffé de plus dans l'inconnu
- L’école des nouveaux mousquetaires
- Le printemps des écuyers
- Les cavaliers du Puy du Fou
- Spectacles équestres de Mario Luraschi
  - Alchimie équestre, le sacre du cheval au Cirque Jules-Verne d'Amiens
  - Au cœur de la légende à Bercy
  - Plein feux sur les chevaux cascadeurs (Nuit du cheval 2011)
- Symphonie Equestre de Bruno Boisliveau au Zénith de Toulon
- Vucanalia de Gilles Fortier aux arènes de Bayonne

### Spectacles
- Pièces de théâtre de Philippe Genty
  - Voyageurs Immobiles
  - La Fin des Terres
- Kirikou & Karaba (comédie musicale)
- Celtic Legends
- La Casa de la Trova
- Sortie de scène : pièce de théâtre avec Guy Bedos
- Hilarmonic Show : spectacle de Michel Leeb